# Alexandria Carmània

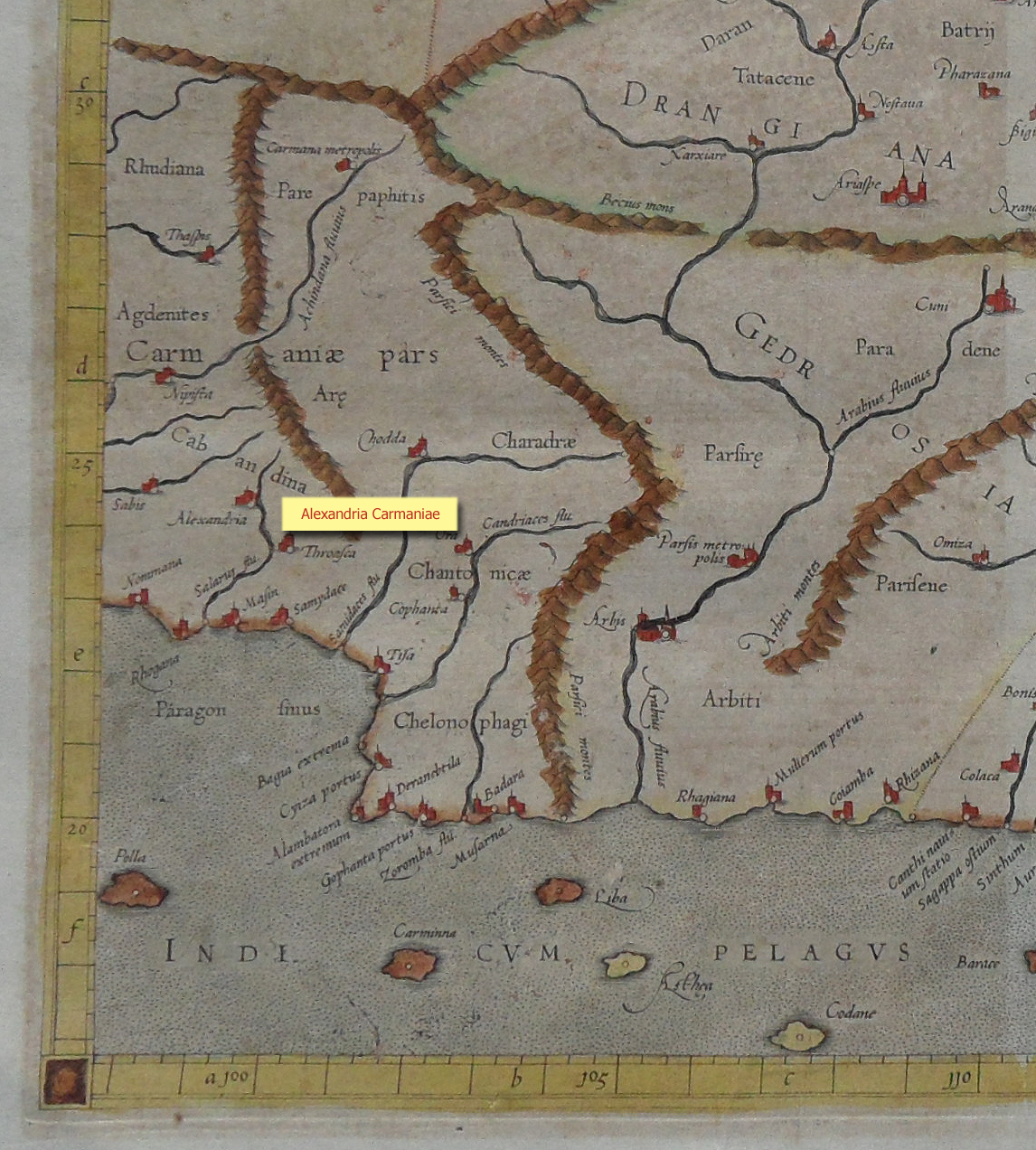
Mapa del món de Mercator (1569) que mostra Alexandria

Alexandria Carmània (en grec: Αλεξάνδρεια η εν Καρμανία) fou una de les més de setanta ciutats fundades o canviades de nom per Alexandre el Gran.
La ciutat fou fundada per Alexandre al gener del 324 abans de la nostra era, després que el seu exèrcit es reunís amb Nearc i els seus soldats, que havien encallat les trirrems prop de la desembocadura del riu Minab.

## Situació
El lloc exacte de la ciutat a Carmània encara es desconeix, però se n'han proposat algunes ubicacions:
- La més comunament citada és el llogaret de Gulishkird, a l'Iran[11] (Lat. 27 ° 56 '57 "N Long. 57 ° 17' 57" E).
- Les ruïnes inexplorades al nord i nord-oest de Gulishkird.[12]

- El poble de Gav Koshi, proper a l'est de Gulishkird.
- Sykes diu que era a Rudbar, a 5 km al nord de Gulishkird, segons les troballes de ceràmica grega que aparegueren en aquest lloc.[13]
- Una opció menys probable és el poble de Sharh-i Dakyanus (poble de l'emperador Deci), a prop de Jiroft, a l'Iran.[14][15][16][17]
- També s'han proposat indrets a Sirjan i Tepe Yahya.[18]
- Fraser, adoptant una posició conservadora, pensa que Alexandria a Carmània mai no va existir.[19]
- El mapa mundial del 1569 de Gerardus Mercator, pres del mapamundi del segle ii de Ptolemeu, mostra Alexandria Carmània més a l'oest, al riu Salarus, a la zona àrida al nord de la moderna ciutat de Haregī, a l'Iran.

Els principals indrets són a pocs quilòmetres l'un de l'altre i aquesta àrea sembla lògica. Proveïda d'aigua de confiança del riu Minab, la ubicació era en la convergència dels passos principals d'Afganistan, la ruta cap a Gedròsia, i tenia bon accés als ports propers de l'oceà Índic a Ormuz. L'indret també proporcionaria el control de les parts cultivables de Carmània.
La ciutat encara existia en l'època medieval, i era coneguda com a Camadi, quan la va visitar Marco Polo. Si Galashkird és la ciutat ara perduda, la va descriure el geògraf àrab Al-Muqaddassí, com "una ciutat molt fortificada amb un castell kuixan" i exuberants horts i camps regats amb qanat.(20)